# Machine to machine
Pour les articles homonymes, voir M2M.
 (mars 2016).
- Si vous ne connaissez pas le sujet, laissez ce bandeau (vous pouvez alors contacter les auteurs).
- Si vous supprimez le contenu mis en cause (vous pouvez préalablement contacter les auteurs),

argumentez précisément cette suppression dans la page de discussion
(un manque de référence n'est pas un argument ; une recherche réelle de référence doit avoir été effectuée, être formellement documentée).

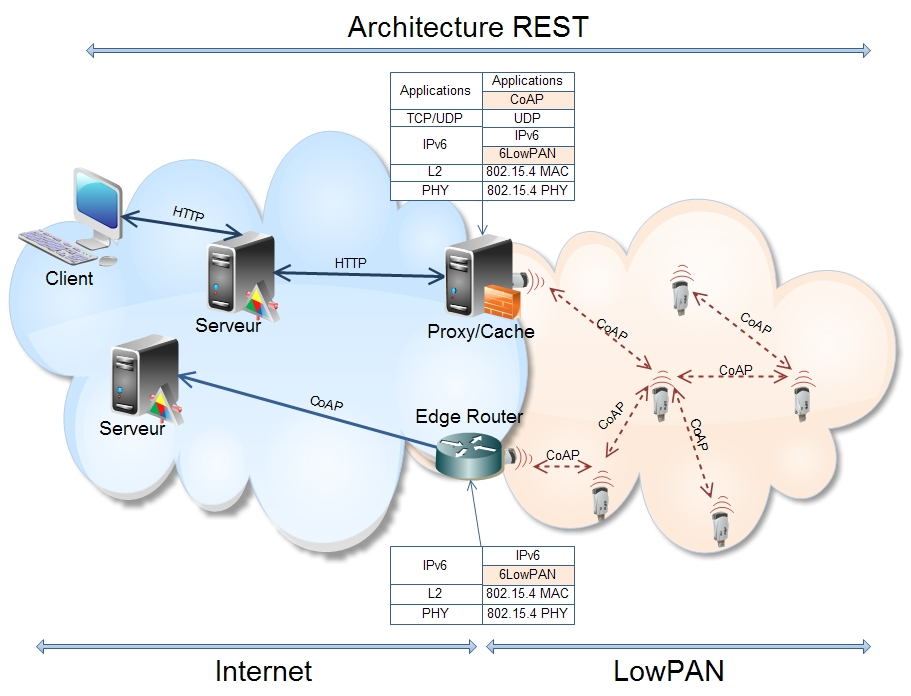
Image liée à l'architecture des réseaux sans fils

Le concept de machine to machine (terme issu de l'anglais), parfois abrégé par le signe M2M, utilise les télécommunications et l'informatique pour permettre des communications entre machines, et ceci sans intervention humaine.
En français, le M2M se traduit par « la communication de machine à machine », « la communication entre machines » ou encore « la communication intermachines ».
Une définition plus générale de « la communication machine à machine » est l'association des technologies de l'information et de la communication (abréviation TIC), avec des objets dits intelligents et communicants et cela dans le but de fournir à ces derniers les moyens d'interagir sans intervention humaine avec le système d'information. Ce dernier peut appartenir indifféremment à une organisation ou à une entreprise.
Comme toutes les technologies qui émergent, sa définition continue d'évoluer mais elle se réfère généralement à la télémétrie ou à la télématique. Cette technologie fonctionne en utilisant des réseaux et plus particulièrement les réseaux mobiles publics (comme le GPRS ou l'UMTS), ou des liaisons sans fil à courte distance, comme le Wi-Fi, le bluetooth ou le RFID. Apparaît alors la notion d'appareils connectés sur une boucle locale, cette dernière étant connectée à un concentrateur de données qui fait office de passerelle vers les bases de données des gros serveurs centraux ou vers le cloud.

## Exemples de réseaux sans fils et leurs caractéristiques
| Caractéristique | IEEE 802.11b                                     | IEEE 802.11a                                     | IEEE 802.11g                                     | IEEE 802.11ac                                    | HiperLAN 1        | Bluetooth         | ZigBee                                    |
| --------------- | ------------------------------------------------ | ------------------------------------------------ | ------------------------------------------------ | ------------------------------------------------ | ----------------- | ----------------- | ----------------------------------------- |
| Fréquence       | Bande 2,4 GHz ISM                                | Bande 5 GHz ISM                                  | Bande 2,4 GHz ISM                                | Bande 5 GHz ISM                                  | Bande 2,4 GHz ISM | Bande 2,4 GHz ISM | Bande 2,4 GHz ISM + Bande 868+902-928 MHz |
| Consommation    | ?                                                | ?                                                | ?                                                | ?                                                | ?                 | ?                 | ?                                         |
| Technologies    | DSSS                                             | OFDM                                             | OFDM                                             | OFDMA                                            | Narrowband        | FHSS              | DSSS                                      |
| Débit Maximal   | 11 Mbit/s                                        | 54 Mbit/s                                        | 54 Mbit/s                                        | 1,3 Gbit/s                                       | 23,5 Mbit/s       | 1 à 3 Mbit/s      | 20 kbit/s à 250 kbit/s                    |
| Débit effectif  | ~6 Mbit/s                                        | ~30 Mbit/s                                       | ~16 Mbit/s                                       | ~500 Mbit/s                                      | ~16 Mbit/s        | 0,7 à 2 Mbit/s    | 250 kbit/s                                |
| Portée          | Maximum 50 m au débit maximal 150 m débit réduit | Maximum 30 m au débit maximal 150 m débit réduit | Maximum 30 m au débit maximal 150 m débit réduit | Maximum 30 m au débit maximal 150 m débit réduit | Maximum 150 m     | 10 à 100 m        | 10 à 100 m                                |
| Disponibilité   | mondiale                                         | mondiale                                         | mondiale                                         | mondiale                                         | européenne        | mondiale          | mondiale                                  |

La communication entre machines tend à devenir une communication d'une machine ou d'un réseau de machines vers un serveur centralisant les données remontées par ces machines et assurant également le pilotage à distance de ces machines. On parle alors de gestion à distance d'un parc de machines (remote devices management).
Le déploiement, l'opération et la maintenance de larges réseaux de machines constitue une nouvelle activité d'opérateurs télécoms spécialisés sur les machines, les opérateurs M2M. 
Les principaux éléments d'un système de type M2M comprennent :
- un appareil ou un groupe de dispositifs capables de répondre aux demandes de données contenues dans ces appareils ou capables de transmettre des données contenues dans ces dispositifs autonomes ;
- un lien de communication pour connecter l'appareil, voire un groupe de périphériques à un ordinateur serveur ou un autre appareil ;
- un logiciel, processus, ou interface par laquelle les données peuvent être analysées, déclarées et/ou mises en œuvre.

Le plus souvent, les systèmes M2M ont une tâche bien spécifique, c'est-à-dire que ce sont des systèmes conçus pour un périphérique spécifique, ou une catégorie très restreinte de dispositifs d'une industrie.

## Avenir des technologies M2M
Le M2M est encore un domaine en émergence qui connait d’importantes évolutions. Ces technologies peuvent évoluer :
- La miniaturisation des dispositifs, puces, capteurs et actionneurs, avec la possibilité de les programmer de manière économique (rapidement et de façon fiable : usage des technologies issues du monde du PC)
- Des capacités de communication plus riches : communication de proximité ou distante, réseaux auto-organisés
- Une autonomie énergétique (durée d'utilisation des dispositifs plus longue)
- Capacité de stockage d'informations plus importante
- L’administration de grands réseaux d’objets, leur sécurisation, le traitement temps réel des données qu’ils produisent
- La mise à disposition pour les industriels d'infrastructures logicielles "matérielles-agnostiques" permettant à des appareils de fournisseurs différents de recevoir un même logiciel ou service. Par exemple, Oracle, MicroEJ[2], STMicroelectronics proposent de telles infrastructures basées sur des technologies de virtualisation Java dans les appareils électroniques ainsi que dans les passerelles ou data-concentrateurs.

Le marché potentiel du M2M se compte en milliards de machines et en centaines de milliards d’objets pouvant devenir communicants. En 2004, le nombre de modules M2M était de 92 millions d'unités, toutes technologies réseaux confondues. Ce nombre pourrait dépasser 500 millions dans les années 2010.
De plus, le fait d'utiliser les réseaux mobiles (GPRS, UMTS ou LTE) représente un nouveau marché pour les opérateurs de téléphonie mobile. Les usages des réseaux sont relativement réduits, aussi bien en voix qu’en données, n’impliquant pas le plus souvent de besoin en débits élevés. Ils sont notamment utilisés pour accéder à des compteurs communicants (eau, électricité) répartis sur l'ensemble d'un pays, ou pour connecter des dispositifs mobiles, tels que des GPS ou des avertisseurs de radar.

## Exemples M2M
Le M2M existe aujourd’hui[Quand ?], il peut répondre à des besoins très concrets des entreprises. Cette technologie s’insère peu à peu dans les machines, les appareils, les véhicules, les emballages, les objets quotidiens, les équipements, les espaces publics… mais aussi les arbres, les zones inondables, les forêts incendiables, les animaux domestiques ou sauvages et finalement, les corps humains.

### Dans l'automobile
- Une entreprise suisse (laquelle ?) a conçu un détecteur pour places de stationnement sur voirie qui informe en temps réel de la disponibilité de celles-ci. Ceci permet de ne pas se retrouver sans places de stationnement pour se garer. Le M2M peut améliorer la mobilité en informant l'automobiliste en quête de place et apporter les statistiques qui font défaut aux décideurs.
- Un fabricant de pompes à injection pour puits utilise le M2M pour donner à ses clients un moyen d'ajuster le fonctionnement de la pompe à distance, en fonction des conditions météorologiques. Ce qui permet d'éviter l'ajustement sur le site.
- L’automobile de demain communiquera avec les autres véhicules et avec les infrastructures routières pour éviter ou détecter des accidents, ou encore pour faire afficher en projection sur le pare-brise les panneaux indicateurs, les services à proximité, le prix du carburant dans la prochaine station-service, pour réagir automatiquement en cas d’incident… Les chercheurs — notamment français — travaillent sur des véhicules capables de conduite autonome, ou encore de nouveaux concepts de voitures partagées et automatisées, à mi-chemin entre transports individuels et transports en commun.

### Dans l'industrie
- Un fabricant d'instruments pour la production de pétrole et de gaz, utilise le M2M pour permettre à ses clients de recueillir à distance des données sur les débits, les pressions, températures, niveaux de réservoir et de l'équipement.

- Ces capteurs peuvent être utiles dans différents cas, les plus répandus sont la vérification des variations de température ou de l'humidité ambiante. Par exemple, dans une usine de traitement des déchets, ou de fabrication de produits dangereux ou inflammables, il est important de toujours vérifier la température et le taux de CO2 ambiant. Toute variation incontrôlée pourrait provoquer des dégâts importants, voire dans certains cas extrêmes, irrémédiables.
- Il existe également des capteurs de données dans l'industrie agro-alimentaire. Dans les abattoirs et les usines de conditionnement de viande par exemple, les capteurs connectés permettent de surveiller divers paramètres, tels que la température, la pression différentielle de l'air, l'humidité ambiante ou même le taux de CO2. Cette surveillance, au degré près, permet bien souvent de gagner de précieuses minutes lors de problèmes ou de variations subites. Elle permet, entre autres, de préserver la chaîne du froid, un des facteurs les plus importants en matière de qualité sanitaire[3].

### En entreprise
- Dans l’entreprise, la gestion de chaines de valeur et de processus complexes, inter-entreprises, en constant ajustement : où est qui et quoi ? Pour qui travaille telle machine et comment organise-t-elle sa propre chaine d’approvisionnement ?

### Dans le médical
- Dans la vie quotidienne, la santé et l’assistance à domicile, particulièrement importants dans des pays vieillissants, auront besoin du M2M : télédiagnostic, médicaments intelligents, robots-nurses ou planchers capables de détecter un accident ou un malaise, dispositifs d’alerte permettant de mobiliser du personnel para-médical en cas de besoin.
- Le M2M-santé permettra de mieux traiter les données médicales. Pour accompagner toutes les applications standard dans les services de télémédecine, constituer et répertorier des dossiers de santé afin de pouvoir accéder aux données et à l'état de santé d'un patient. Le phénomène machine to machine commence à faire ses preuves dans le domaine de la santé et de l’assistance médicale à distance. Cela comprendra le suivi médical à distance, la possibilité d'une assistance à domicile rapide grâce à des équipements médicaux connectés[4]. En France toutefois, le développement se cantonne encore à des projets pilotes[5],[6].

### Dans le quotidien
- Dans la ville, qui est déjà peuplée de capteurs de toutes sortes, le M2M sera utilisé pour gérer les grandes infrastructures urbaines, les transports en commun, les péages urbains comme celui de Londres…
- Le M2M sera de plus en plus utilisé dans l’habitat, non pas dans le sens d’une automatisation totale, mais pour le rendre plus facile à gérer, à vivre et à adapter à chacun (voir le projet OpenTheBox des investissements d'avenir).
- En matière de surveillance environnementale et de développement durable, le M2M permettra par exemple de surveiller en continu des zones de risque incendie, de réguler automatiquement l’arrosage et l’utilisation de produits chimiques dans l’agriculture, de mieux tracer les chaines alimentaires…
- En matière de gestion des relevés de nos consommations d'eau, d'électricité et de gaz qui se feront automatiquement à distance.